# SM-62 Snark
L'SM-62 Snark è un missile a lungo raggio entrato in servizio nella USAF nel 1958.
Il programma statunitense Northrop Snark prevedeva un bombardiere strategico senza pilota. Esso pesava circa 30 tonnellate al lancio, e con un unico turbogetto poteva percorrere circa 10000 km. Incredibilmente, una macchina capace di simili prestazioni era lanciabile da rampe mobili. Si trattava in effetti della prima arma intercontinentale mai entrata in servizio, ma non era un missile balistico. Esso portava una testata che veniva sganciata sull'obiettivo, assieme alla parte anteriore del muso. Il resto del missile si disintegrava per l'attrito subito dopo. Ultima evoluzione del concetto del V-1, lo Snark, armato di testata nucleare, impiegò molti anni prima di maturare in un sistema affidabile, e per quando ciò accadde esso venne reputato parzialmente superato. Sebbene esso fosse molto più economico di un bombardiere e senza rischi per l'equipaggio, agli inizi degli anni sessanta i primi missili ICBM erano in grado di fare "il lavoro" meglio e molto prima (lo Snark ci metteva almeno 10 ore per la max distanza), senza rischiare di essere abbattuti (nonostante lo Snark avesse acquisito la capacità di essere programmato per eseguire avvicinamenti a quote e rotte varie, e forse fosse dotato anche di ECM), e con minori rischi di avarie in volo. Lo Snark, radiato dal servizio di prima linea, ebbe un ruolo poi come ricognitore a lungo raggio: uno venne ritrovato addirittura in una foresta brasiliana, caduto forse durante una missione su Cuba.